# 缅甸宗教
緬甸宗教 （2014緬甸人口普查）
緬甸是一個多宗教國家雖然沒有國教，但政府調查大多數的緬甸公民信奉上座部佛教。根據緬甸政府2014年人口普查，佛教徒佔87.9％，主要由緬族、若開人、撣族、孟族、克倫族和華人所信奉。除此之外，緬族人也信奉緬甸民間信仰
。新憲法規定了宗教自由; 然而，它也給予了諸多的特權例外，允許政府隨意限制這些權利。少數民族信仰基督宗教（6.3％，主要是景頗族和克欽族），伊斯蘭教（2.3％，主要是洛興亞人、印裔緬甸人和缅甸华人），印度教（0.5％，主要是印裔緬甸人）。

## 人口統計
| 宗教                   | 人口（%） 1973 | 人口（%） % 1983 | 人口（%） % 2014 |
| ---------------------- | -------------- | ---------------- | ---------------- |
| 佛教                   | 88.8%          | 89.4%            | 87.9%            |
| 基督宗教               | 4.6%           | 4.9%             | 6.2%             |
| 伊斯蘭教               | 3.9%           | 3.9%             | 4.3%             |
| 印度教                 | 0.4%           | 0.5%             | 0.5%             |
| 泛靈論（部落原始信仰） | 2.2%           | 1.2%             | 0.8%             |
| 其他宗教               | 0.1%           | 0.1%             | 0.2%             |
| 無宗教                 | n/a            | n/a              | 0.1%             |

## 佛教

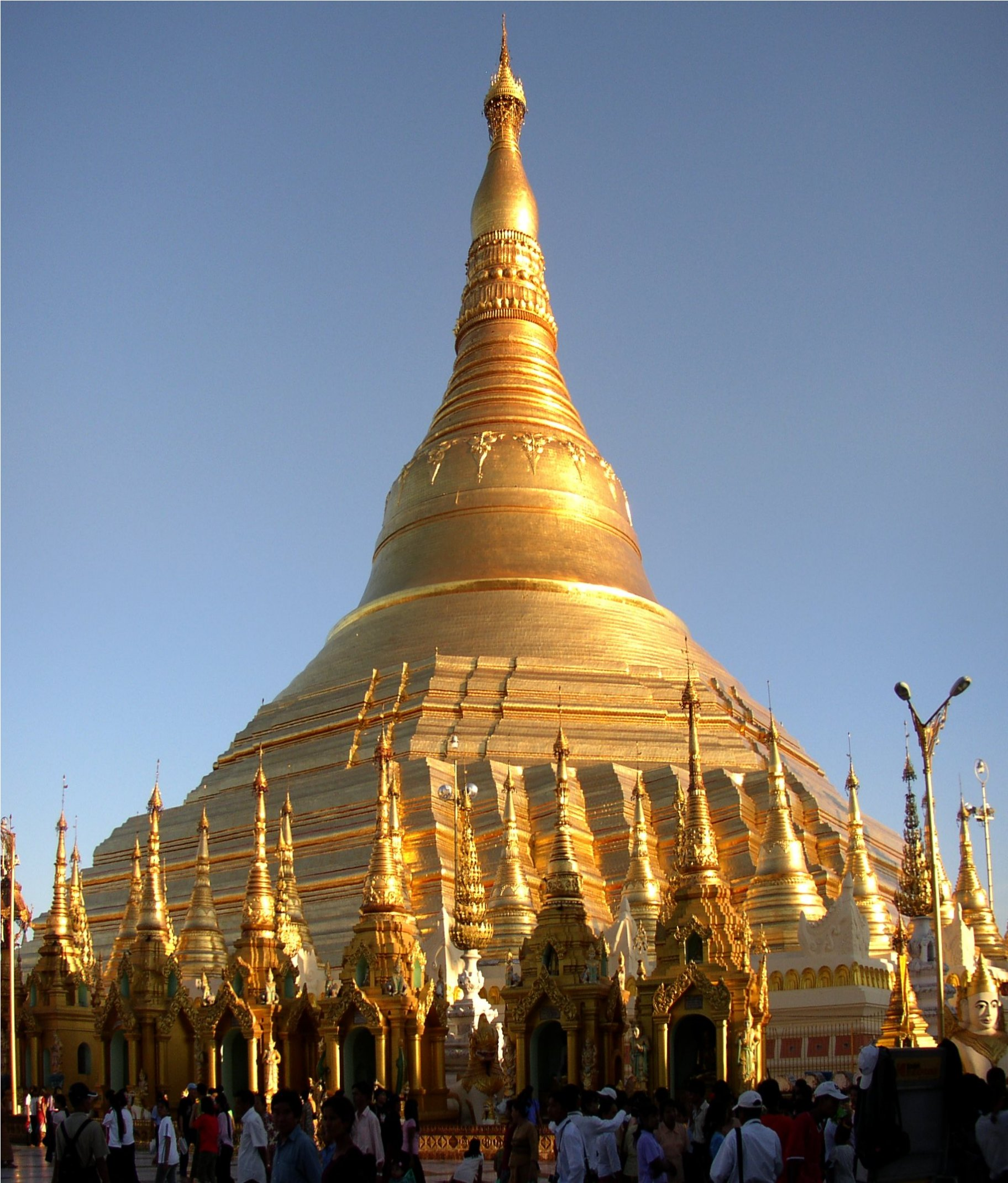
仰光大金塔（Shwedagon Pagoda）

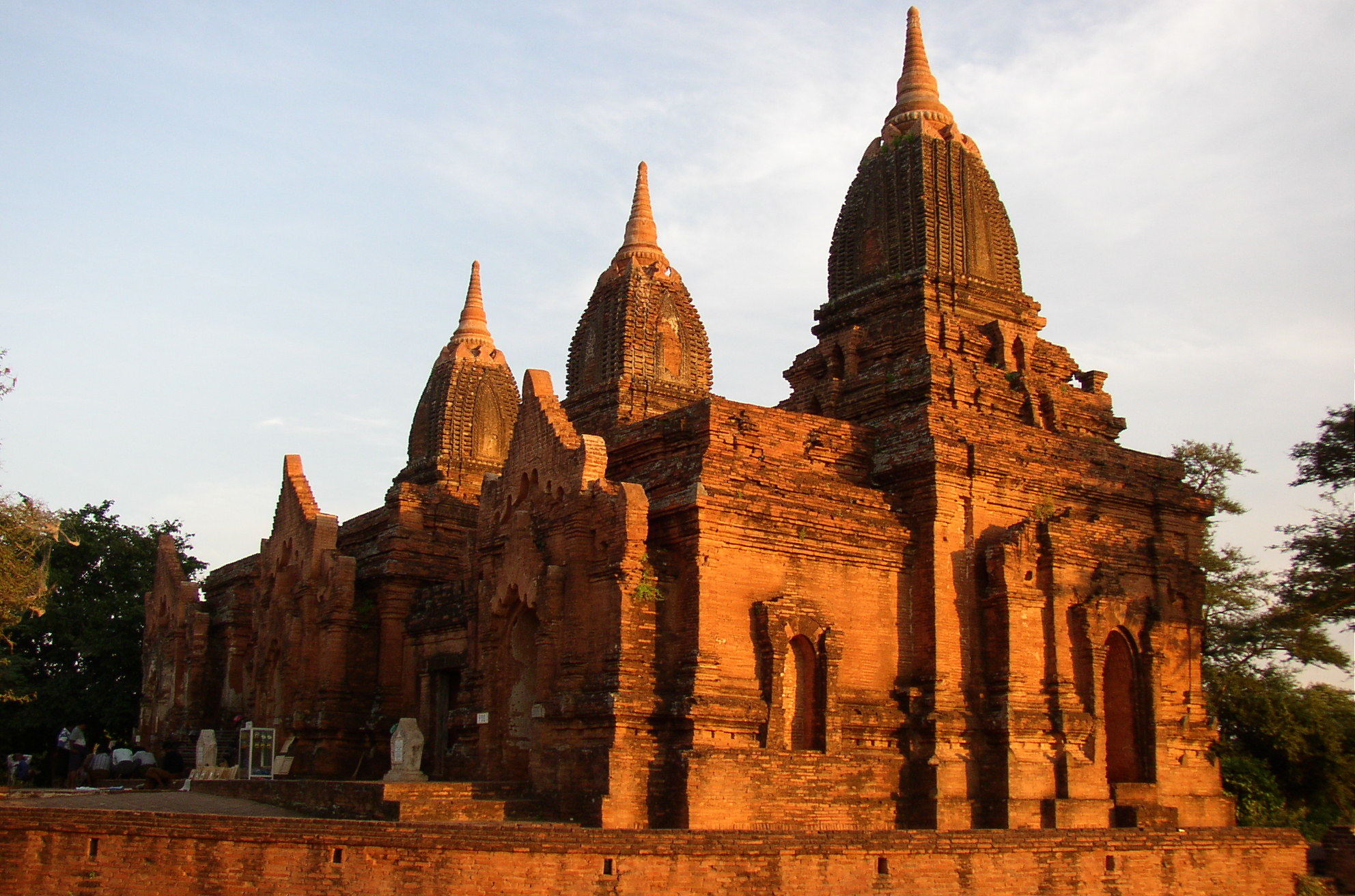
曼德勒地區的佛寺

緬甸佛教宗派主要是上座部佛教，佛教徒佔全國人口的88％。 信奉佛教的民族有緬族、若開人、撣族、孟族、克倫族和華人。緬甸佛教的僧侶為僧伽。在緬甸的許多民族中，包括緬族和撣族，佛教信仰都是與泛靈論信仰相結合的，包括能夠介入世俗事務的精神安撫。緬甸許多佛教僧侶參加了2007年番紅花革命，根據報導很多僧侶被政府安全部隊逮捕，一些主要的僧侶仍然被關押在全國各地的監獄。

## 基督宗教

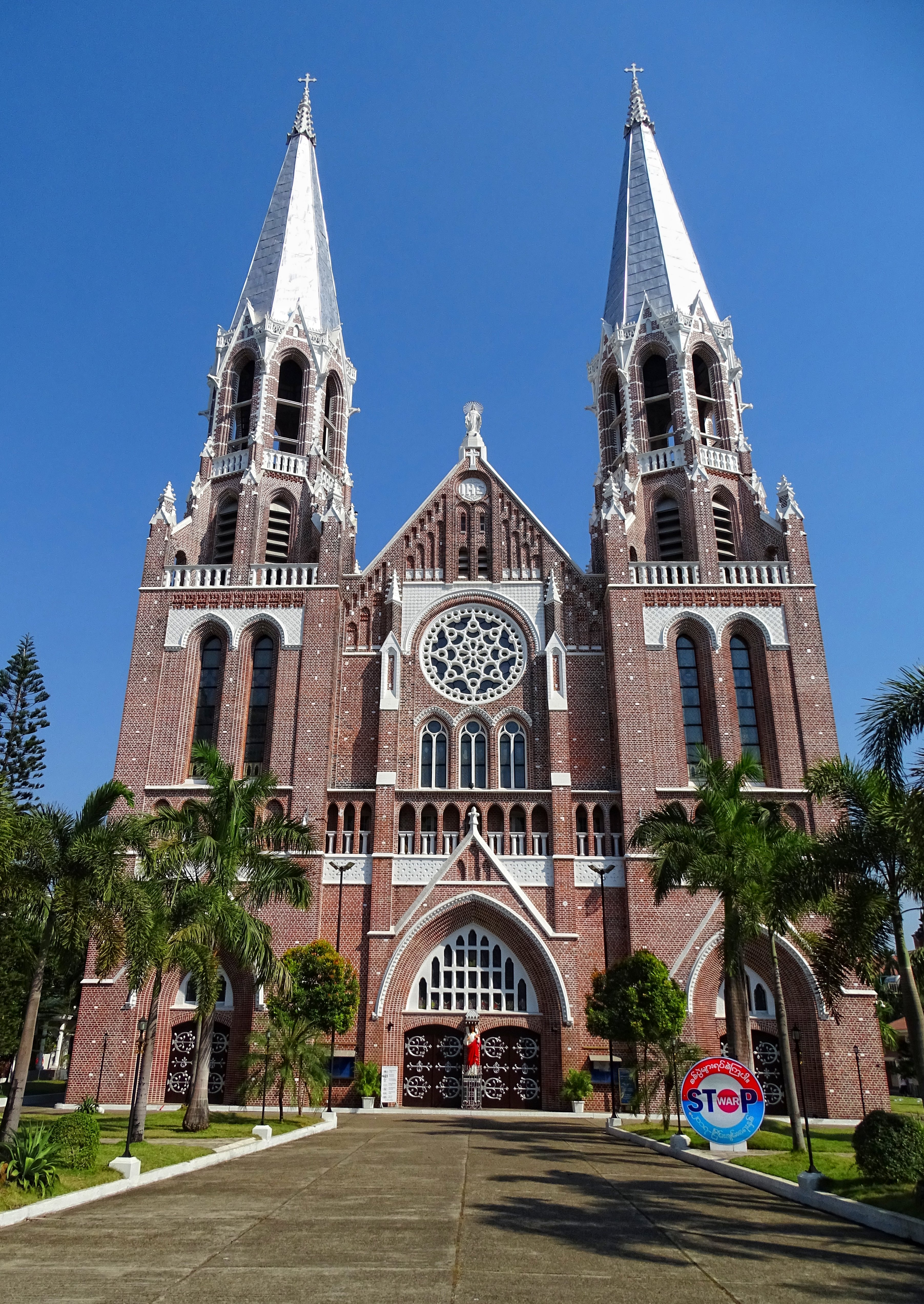
仰光聖瑪麗大教堂

基督徒佔緬甸6.2％的人口，信徒主要是克欽族、克倫族及歐亞人。緬甸全國基督徒約五分之四是新教信徒，其餘是天主教會的信徒。基督徒是緬甸過去三十年來增長最快的宗教群體，雖然增長差距已經接近一般人口，但他們仍然是增長最快的宗教群體。

## 印度教

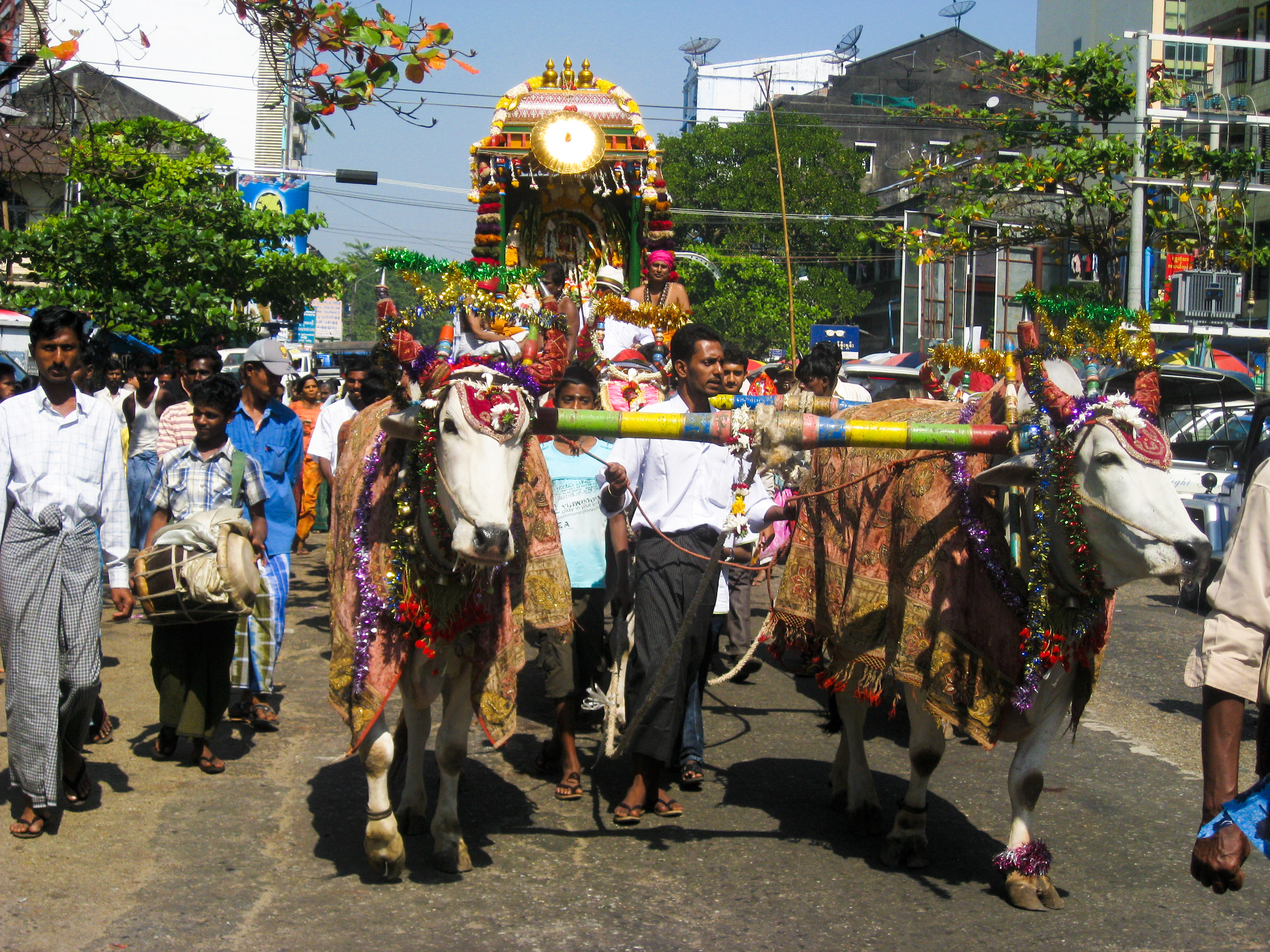
仰光印度教節慶遊行

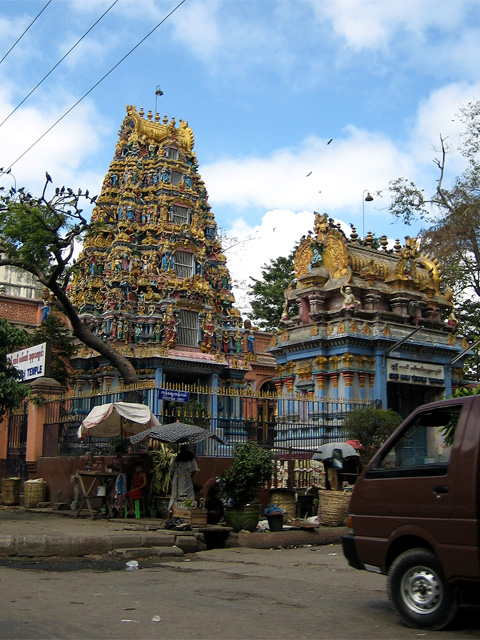
仰光的印度教寺廟

印度教徒佔緬甸0.5％的人口，大多數緬甸印度教徒是印裔緬甸人。印度教和佛教在古代就傳至緬甸地區，若開山（若開邦）是緬甸和印度之間重要的自然屏障，印度教和佛教向緬甸的傳播通過了印度的曼尼普爾邦和海上貿易商進入緬甸。在蒲甘的城市建築中，印度教極大地影響了英國殖民時代以前緬甸的王朝文化。在19世紀和20世紀，英國殖民政府引進了100多萬信奉印度教的印度裔工人在種植和礦區中服務。英國殖民者還認為，與印度移民相鄰的歐洲人居住區域為盜竊犯罪和襲擊提供了緩衝和一定程度的安全。根據1931年的人口普查，仰光人口中的55％是印度裔，大部分是印度教徒。緬甸獨立後，奈溫統治下的緬甸在1963年到1967年之間，採取了排外政策，驅逐了30萬名印度人（印度教徒和佛教徒）以及10萬名華人。現今印度教文化仍然在緬甸有深遠影響，例如天帝（Thagyamin）的崇拜為起源於印度教的帝釋天，印度教也豐富了緬甸的文學，其中包括從羅摩衍那改編的緬甸文學Yama Zatdaw。許多印度教神名同樣被許多緬甸人所崇拜，比如在考試前經常被崇拜的知識女神辯才天女。在現代緬甸，大多數印度教徒都聚居在仰光和曼德勒。古代印度教寺廟則存在於緬甸的其他地方，例如蒲甘有11世紀時建成的毘濕奴廟。

## 猶太教
雖然緬甸曾有數千名的猶太人，但仰光目前只有約二十名猶太人。大多數猶太人在第二次世界大戰開始時離開了緬甸，1962年奈溫統治緬甸後剩餘的猶太人又離開了緬甸。

## 伊斯蘭教

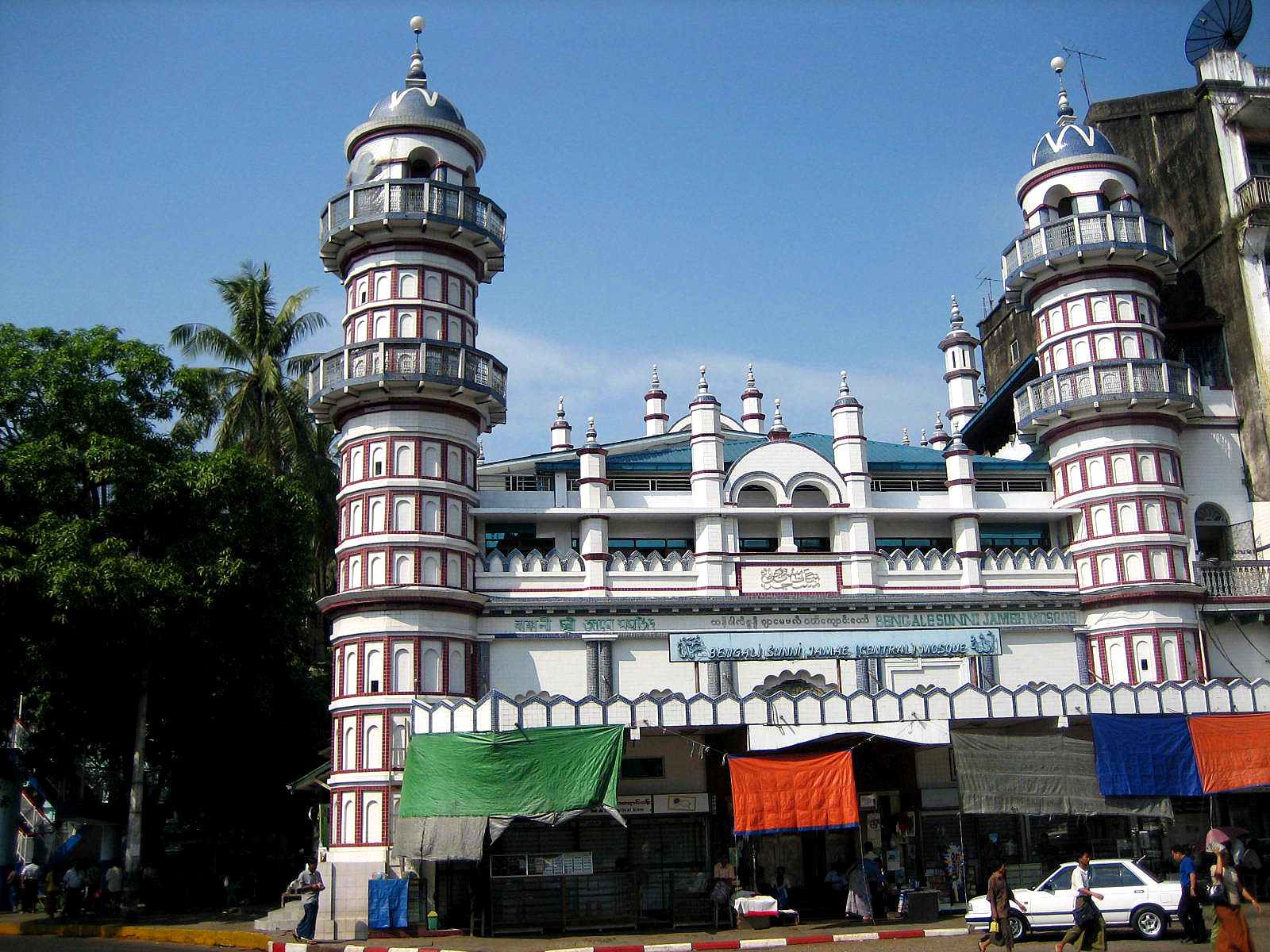
仰光孟加拉遜尼賈梅清真寺

緬甸穆斯林主要是遜尼派，穆斯林佔緬甸4.3％的人口。

### 緬甸穆斯林社群
- 印巴穆斯林（Indian Muslims），為英國殖民時代，來自北印度和孟加拉一帶的南亞穆斯林移民後裔，主要居住在仰光。
  - 羅興亞人（Rohingya）是在緬甸西部若開邦阿拉干地區的穆斯林，以羅興亞語為母語，大多集中在若開邦的北部鄉鎮：孟都，布迪当，拉代當，阿恰布，Sandway，通戈，Shokepro，Rashong島和Kyauktaw等等。羅興亞人到目前為止，仍然不被緬甸政府承認，因此羅興亞人不僅沒有緬甸公民的身份，更沒有官方認可的少數民族地位。
- 潘泰人（Panthay），居住在緬甸境內的中國回族穆斯林及其後裔。
- 馬來穆斯林（Kawthaung），來自馬來半島的穆斯林移民後裔。
- 緬族（混血）穆斯林（Zerbadi），為緬族混血穆斯林是南亞和中東穆斯林男性和緬甸女性之間的通婚形成的後代[9]
- 卡曼人

### 羅興亞人衝突
約有80萬羅興亞人穆斯林居住在緬甸，當中約有80％居住在西部的若開邦。自1970年代以来，罗兴亚人长期受到历任缅甸政府的压迫。
2012年若開邦騷動中，羅興亞武人与当地佛教徒发生冲突。在2017年开始的罗兴亚人种族灭绝中约有25,000罗兴亚人在缅甸国防军行动中有被杀害；联合国官员称缅甸国防军犯下大规模的战争罪行，包括就地正法与肢体暴力等。

### 迫害
穆斯林在緬甸面臨宗教迫害。自緬甸獨立以來，歷屆政府（民主和軍事）沒有給予若開邦穆斯林羅興亞人緬甸公民權，並禁止他們的宗教活動。羅興亞人被迫逃往鄰國孟加拉國或其他穆斯林國家。根據美國國務院 2009年的國際宗教自由報告，這個國家的非佛教人口在普查時被低估了。伊斯蘭學者聲稱該國的穆斯林人口占總人口的6％到10％。緬甸穆斯林有印度人，緬族混血，波斯人，阿拉伯人，潘泰人和回族。